# 大湊バイパス
大湊バイパス（おおみなとバイパス）は、青森県むつ市の市街地を迂回する国道338号のバイパスである。2023年現在、青森県むつ市田名部前田の国道279号むつバイパス交点から同市大湊浜町および、同市桜木町内の一部区間が供用されている。

## 概要
- 起点：青森県むつ市田名部前田
- 終点：青森県むつ市桜木町（予定）
- 車線数：2車線

2000年に栗山トンネルが竣工し、むつ市田名部前田から大湊浜町まで開通した。
桜木町から大湊浜町までの区間は大湊II期バイパスとして事業中である。大湊II期バイパスはさらに、1工区、宇曽利バイパス、2工区と区分され、このうち宇曽利バイパス（市道スキー場線〜市道釜臥線）のみ供用中である。当初は平成26年度の開通を予定していたが、未開通の区間について、建設予定地の所有者の不明などにより用地買収が難航しているため、着工・供用の見通しは立っていない。
2022年現在、1工区の用地取得が完了しており優先的に整備が進められている。2工区については筆界未定地や共有地等の一部用地において土地収用法による手続きが行われており、これが2024年度完了予定である。